# Günter Pfitzmann
Günt(h)er Erich Helmut Pfitzmann (Berlino, 8 aprile 1924 – Berlino, 30 maggio 2003) è stato un attore, doppiatore e cabarettista tedesco.
Sul piccolo schermo, fu protagonista delle serie televisive Drei Damen vom Grill , Die Koblanks, Praxis Bülowbogen  e Der Havelkaiser. Prestò inoltre la propria voce ad attori quali Lloyd Bridges, Charles Chaplin Jr., Maurice Garrel, Martin Landau, Philippe Leroy, ecc.
Gli è stata intitolata una piazza a Berlino.

## Biografia

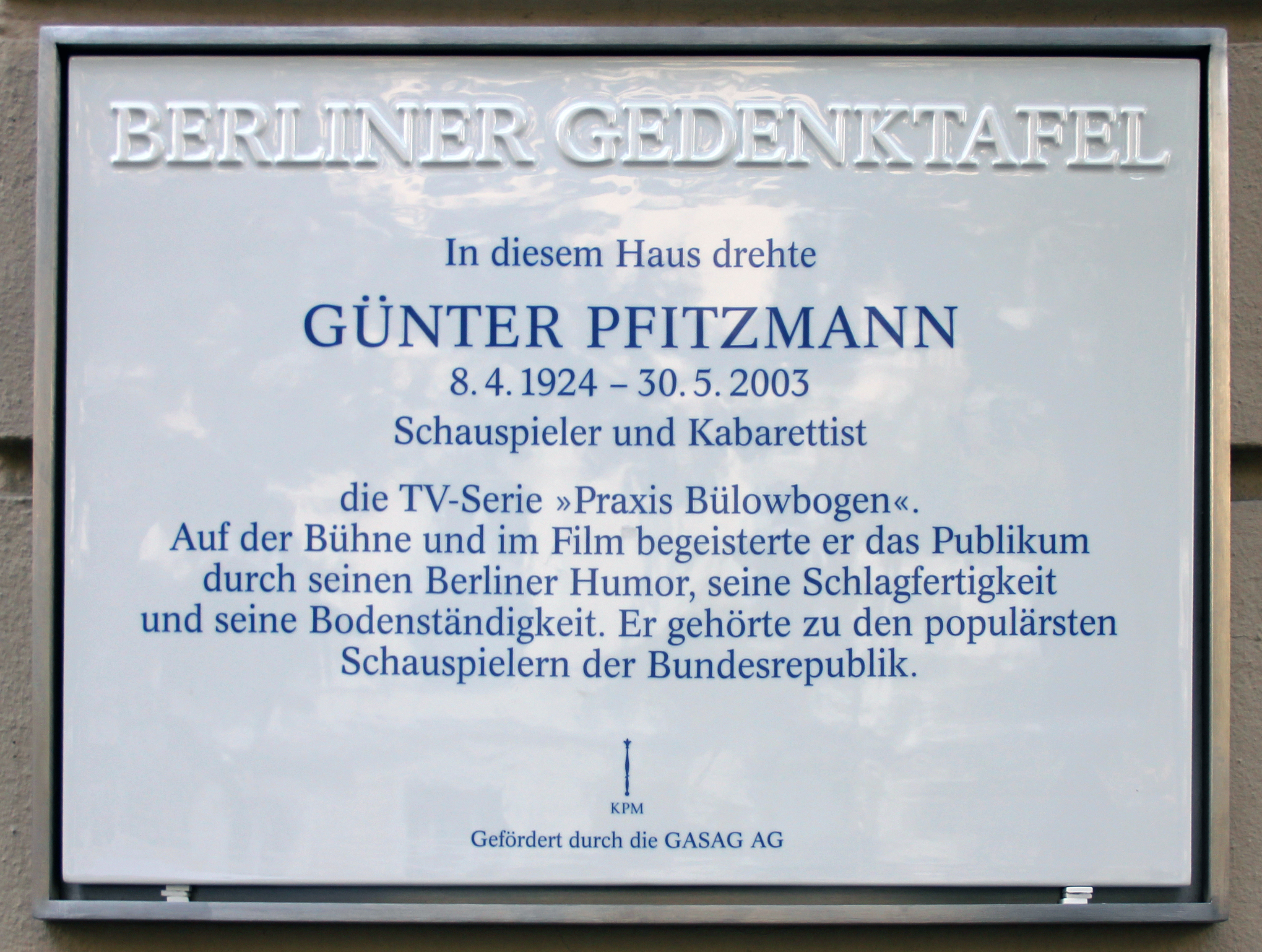
Targa commemorativa nella casa di Günter Pfitzmann nel quartiere di Schöneberg a Berlino

Günt(h)er Erich Helmutn Pfitzmann nasce a Berlino l'8 aprile 1924.  I suoi genitori si separano quando lui ha sei anni, dopodiché va a vivere assieme al padre, mentre il fratello viene affidato alla madre.
Nel 1942 viene inviato al fronte, dove subisce una grave ferita alla gamba, che gli impedirà di realizzare il suo sogno di diventare un insegnante di materie sportive. Terminata la guerra, inizia a frequentare l'accedemia "Der Kreis", dove è allievo di Fritz Kirchhoff.
Dopo aver debuttato nel 1946 nell'Ifigenia in Tauride di Goethe a Potsdam, lavora principalmente nei teatri di Berlino Ovest e Monaco di Baviera.
Nel 1949, fonda a Berlino assieme ai colleghi Wolfgang Gruner, Achim Strietzel e Jo Herbst, conosciuti al cabaret "Die Dachluke", un nuovo cabaret, chiamato "Die Stachelschweine", di cui rimane membro fino al 1957. Nel 1950 fa il proprio debutto sul grande schermo nel 1950 nel film, diretto dal suo ex-insegnante Fritz Kirchhoff, Nur eine Nacht.
Nel corso degli anni cinquanta, lavora poi principalmente in film bellici, tra cui  Stalingrado di Frank Wisbar e Il ponte di Bernhard Wiki, oppure in film gialli tratti dai romanzi di Edgar Wallace.  In seguito, nel 1960, è nel cast principale del film, diretto da Michael Kehlmann, Il ponte del destino, dove interpreta il ruolo di Frank Mossdorf.
Dal 1977 è nel cast principale della serie televisiva Drei Damen vom Grill, dove fino al 1987 interpreta il ruolo di Otto Krüger. Nel frattempo, nel 1979, è tra i protagonisti, nel ruolo di Ferdinand Koblank, della serie televisiva Die Koblanks.
In seguito, dal 1987 al 1996, è protagonista nel ruolo di Peter Brockmann, della serie televisiva dell'ARD Praxis Bülowbogen. Il ruolo gli vale alcuni premi, tra cui la Goldene Kamera come miglior attore tedesco.
Dal 1994 al 2000 è poi protagonista, nel ruolo di Richard "Richie" Kaiser, della serie televisiva Der Havelkaiser. Nel frattempo, nel 1997, è anche protagonista, nel ruolo di Hannes Röper, del film TV, diretto da Ralf Gregan Röpers letzter Tag.
Günter Pfitzmann muore a Berlino il 30 maggio 2003, all'età di 79 anni a causa di un infarto.

## Filmografia parziale

### Cinema
- Nur eine Nacht, regia di Fritz Kirchhoff (1950)
- Der Hauptmann und sein Held, regia di Max Nosseck (1955)
- Oberwachtmeister Borck, regia di Gerhard Lamprecht (1955)
- Ihr Leibregiment, regia di Hans Deppe (1955)
- Allarme a New York (Spion für Deutschland), regia di Werner Klingler (1956)
- Jede Nacht in einem anderen Bett, regia di Paul Verhoeven (1957)
- Siebenmal in der Woche, regia di Harald Philipp (1957)
- Il dottor Crippen è vivo! (Dr. Crippen lebt), regia di Erich Engels (1958)
- Herz ohne Gnade, regia di Viktor Tourjansky (1958)
- Taiga inferno bianco (Taiga), regia di Wolfgang Liebeneiner (1958)
- Das verbotene Paradies, regia di Max Nosseck (1958)
- Ich werde dich auf Händen tragen, regia di Veit Harlan (1958)
- Nick Knattertons Abenteuer - Der Raub der Gloria Nylon, regia di Hans Quest (1959)
- Stalingrado (Hunde, wollt ihr ewig leben), regia di Frank Wisbar (1959)
- Il ponte (Die Brücke), regia di Bernhard Wicki (1959)
- I pirati del cielo (Abschied von den Wolken), regia di Gottfried Reinhardt (1959)
- Drillinge an Bord, regia di Hans Müller (1959)
- La strage di Gotenhafen (Nacht fiel über Gotenhafen), regia di Frank Wisbar (1960)
- Il ponte del destino (Die Brücke des Schicksals), regia di Michael Kehlmann (1960)
- Das Wunder des Malachias, regia di Bernhard Wicki (1961)
- Warum die UFOs unseren Salat klauen, regia di Hans Jürgen Pohland (1980)

### Televisione
- Cölestine, regia di Kurt Wilhelm - film TV (1958)
- Nocturno im Grand Hotel, regia di Fritz Schröder-Jahn - film TV (1959)
- Am grünen Strand der Spree - miniserie TV, 5 episodi (1960)
- Die Schöngrubers - serie TV, 5 episodi (1972)
- Der Nervtöter - serie TV, 6 episodi (1973)
- PS - Geschichten ums Auto - serie TV, 7 episodi (1975-1976)
- Drei Damen vom Grill - serie TV, 83 episodi (1977-1987)
- Die Koblanks - serie TV, 13 episodi (1979)
- Berliner Weiße mit Schuß - serie TV, 19 episodi (1984-1994)
- Praxis Bülowbogen - serie TV, 107 episodi (1987-1996)
- Der Millionenerbe - serie TV, 12 episodi (1990-1993)
- Der Havelkaiser - serie TV, 11 episodi (1994-2000)
- Heimatgeschichten - serie TV, 4 episodi (1996-2002)
- Röpers letzter Tag, regia di Ralf Gregan - film TV (1997)
- Letzte Chance für Harry, regia di Karsten Wichniarz - film TV (1998)
- Klinik unter Palmen - serie TV, episodi 05x02-05x03 (2000)

## Radiodrammi
- Peter Voss, der Millionendieb (1960)

## Doppiatori italiani
- Pino Locchi in Il dottor Crippen è vivo!

## Premi e nomination (lista parziale)
- 1988: Goldene Kamera come miglior attore tedesco per Praxis Bülowbogen
- 1988: Premio TeleStatr come miglior attore in una serie televisiva per Praxis Bülowbogen
- 2000: Goldene Kamera